# Zigoto à la fête
Zigoto à la fête è un cortometraggio muto del 1911 diretto da Jean Durand. Fu il debutto cinematografico di Lucien Bataille, interprete di Zigoto di cui avrebbe rivestito i panni in un'altra ventina di film girati tra il 1911 e il 1912.

## Produzione
Fu il primo cortometraggio di una serie diretta da Jean Durand che aveva come protagonista il personaggio di Zigoto, interpretato da Lucien Bataille.

## Distribuzione
Uscì nelle sale cinematografiche francesi nel 1911.